# Bengt Hesselman
Bengt Ivar Hesselman, född 21 december 1875 i Stockholm, död 6 april 1952, var en svensk språkforskare, bror till Georg Hesselman, Henrik Hesselman och Jonas Hesselman. Han var ledamot av Svenska Akademien 1935–1952.

## Biografi
Hesselman disputerade vid Uppsala universitet 1902, och blev senare docent där. Han blev 1914 professor i nordiska språk vid Göteborgs högskola, och 1919 professor i samma ämne i Uppsala, som efterträdare till Adolf Noreen. Från 1926 var han ordförande i Ortnamnskommittén.
Han var ledamot av Svenska Akademien 1935–1952, på stol 5. Hesselman har publicerat arbeten om ljudhistoria, Svealands dialekter, uppkomsten av det svenska riksspråket, växtnamn och västnordiska fornspråk. Han har redigerat nyutgåvor av nysvenska texter.
Bland Hesselmans skrifter märks Stafvelseförlängning och vokalkvalitet i östsvenska dialekter (1902), Sveamålen och de svenska dialekternas indelning (1905), Uppländskan som skriftspråk (1908), De korta vokalerna i och y i svenskan (1910), det i svensk ljudhistoriska klassiska arbetet Studier i svensk formlära (1911-31). I avhandlingen Giöta kiämpawisa (1908) löste han genom användning av såväl dialektografiska som stilistiska kriterier en omtvistad författarfråga. Av stort värde för språkhistoren var också den språkliga inledningen till den upplaga av Swänska Argus som han och Martin Lamm ombesörjde 1910-19. Bland språkhistoriska arbeten utanför svenskans område märks Västnordiska studier (2 band, 1910-13). På senare år visade Hesselman livligt intresse för etymologiska undersökningar, särskilt av växtnamn, såsom avhandlingen Gråbo i Nysvenska studier (1922). Ett annat exempel på hans mångsidighet är ortnamnsstudien Långheden och Hälsingskogen (i Namn och bygd, 1930).
Bengt Hesselman invaldes som ledamot av Kungliga Vetenskapsakademien 1931.
Han ligger begravd på Uppsala gamla kyrkogård.